# Ancistrus brevipinnis
Az Ancistrus brevipinnis a sugarasúszójú halak (Actinopterygii) osztályának harcsaalakúak (Siluriformes) rendjébe, ezen belül a tepsifejűharcsa-félék (Loricariidae) családjába tartozó faj.

## Előfordulása
Az Ancistrus brevipinnis Dél-Amerikában fordul elő. Brazília egyik endemikus hala. Kizárólag a Lagoa dos Patos medencéjében található meg.

## Megjelenése
Ez a halfaj legfeljebb 8 centiméter hosszú.

## Életmódja
A mérsékelt övi édesvizeket kedveli. A víz fenekén él és keresi meg a táplálékát.